# Kazár Gyula
Kazár Gyula, 1903-ig Strobel (Budapest, 1882. február 13. – Budapest, Józsefváros, 1952. február 1.) magyar állatorvos.

## Életpályája
Lindt József posztókereskedő-segéd és Strobel Borbála fia. A polgári iskola 6. osztályának elvégzése után a budapesti Magyar királyi Állatorvosi Akadémia hallgatója lett 1899-ben, ahol korrepetálás mellett végezte tanulmányait. Diploma után Rátz István professzor gyakornoka lett a kórbonctani intézetben. Ezután a budapesti közvágóhidi állatorvosi szakszolgálat tagja lett. Breuer Albert, az élelmiszer-higiénia úttörője, a szakszolgálat igazgatója maga mellé vette. 1905-ben rész vett a VIII. Nemzetközi Állatorvos Kongresszuson, ahol találkozott Richard Edelmannal. 1918-ban állatorvosi tiszti képesítést, 1925-ben állatorvos-doktori címet szerzett; a II. majd I. osztályú főállatorvossá léptették elő. A szarvasmarha közvágóhíd szakszolgálatának vezetőjévé nevezték ki. 1930-ban állat-egészségügyi tanácsossá lépett elő. 1931-ben megbízták az igazgató-helyettesi feladatok elvégzésével. A nemzetközi kongresszusokon (London, 1930, Zürich, 1937) és tanulmányútjain (Németország, 1930, Dánia, 1934, Svájc, 1938) szerzett tapasztalatai alapján dolgozta ki javaslatait a vágóhidak és az élelmiszer-higiénia fejlesztésére, korszerűsítésére. 1942-ben nyugdíjba vonult, teendőit Semsey Géza vette át. 1945-ben Budapest első vezető főállatorvosává nevezték ki. 1948. március 31-én ismét nyugdíjba vonult.
Bevezette az elektromos és Schermer-pisztolyos kábítást. Az állatorvosi tisztivizsga-bizottság tagja, a közélelmezési szaktanfolyamok húsvizsgálat és piaci élelmiszer-higiénia tantárgyainak előadója volt.
A Farkasréti temetőben temették el (34/1-1-13/14).
Felesége Deutsch Márta (1885–1962) volt, Deutsch Miksa és Arnstein Berta lánya, akit 1913. június 29-én Bécsben vett nőül.
Fia Kazár György (1914–2002) sebészorvos, az orvostudományok doktora.

## Művei
- A Budapest székesfővárosi közvágóhidak és állatvásárok (1931)
- Adatok a juhok vágósúlyának és zsigereinek súlyviszonyaihoz (Budapest, 1940)